# رشته‌کوه بورا
رشته‌کوه بورا یک رشته‌کوه در جیبوتی است که در منطقه علی صبیح واقع شده‌است. رشته‌کوه بورا ۱٬۰۰۳ متر بالاتر از سطح دریا واقع شده‌است.